# Mingo Logan gegen EPA

Die 1970 gegründete Environmental Protection Agency beschäftigt 17.000 Mitarbeiter

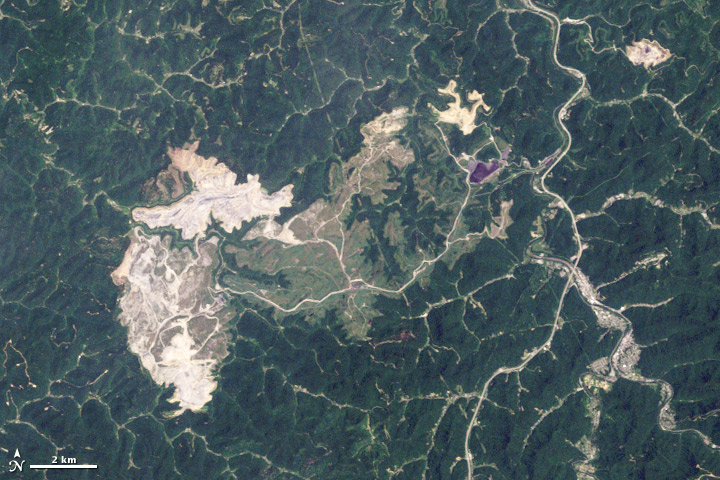
Landschaftszerstörung beim Mountaintop removal mining; Luftaufnahme

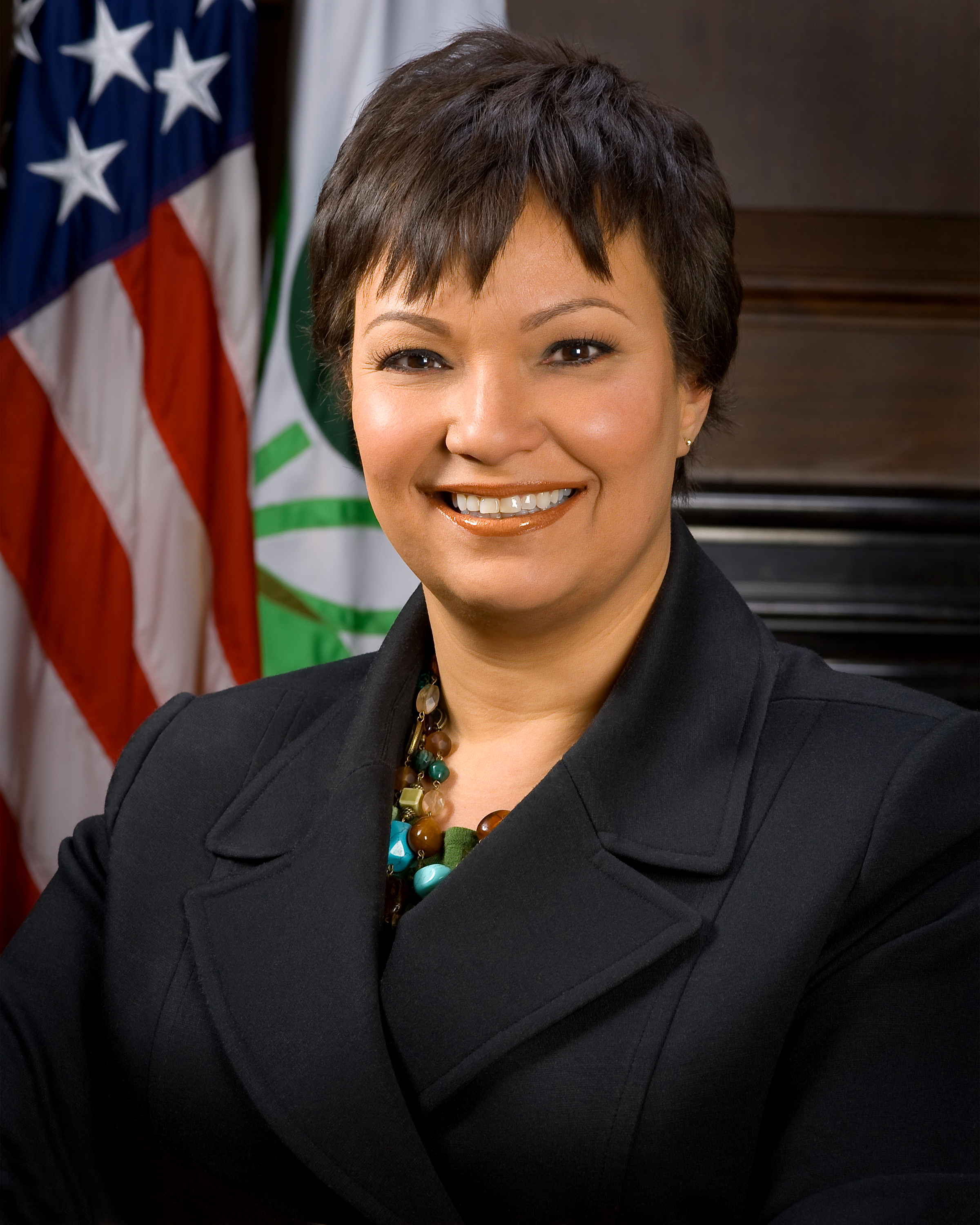
Lisa P. Jackson, heute bei Apple Inc. tätig, verantwortete als von Barack Obama ernannte EPA-Administratorin von 2009 bis 2013 die Einleitung des Widerspruchsverfahren gegen die Abbaugenehmigung für Spruce 1

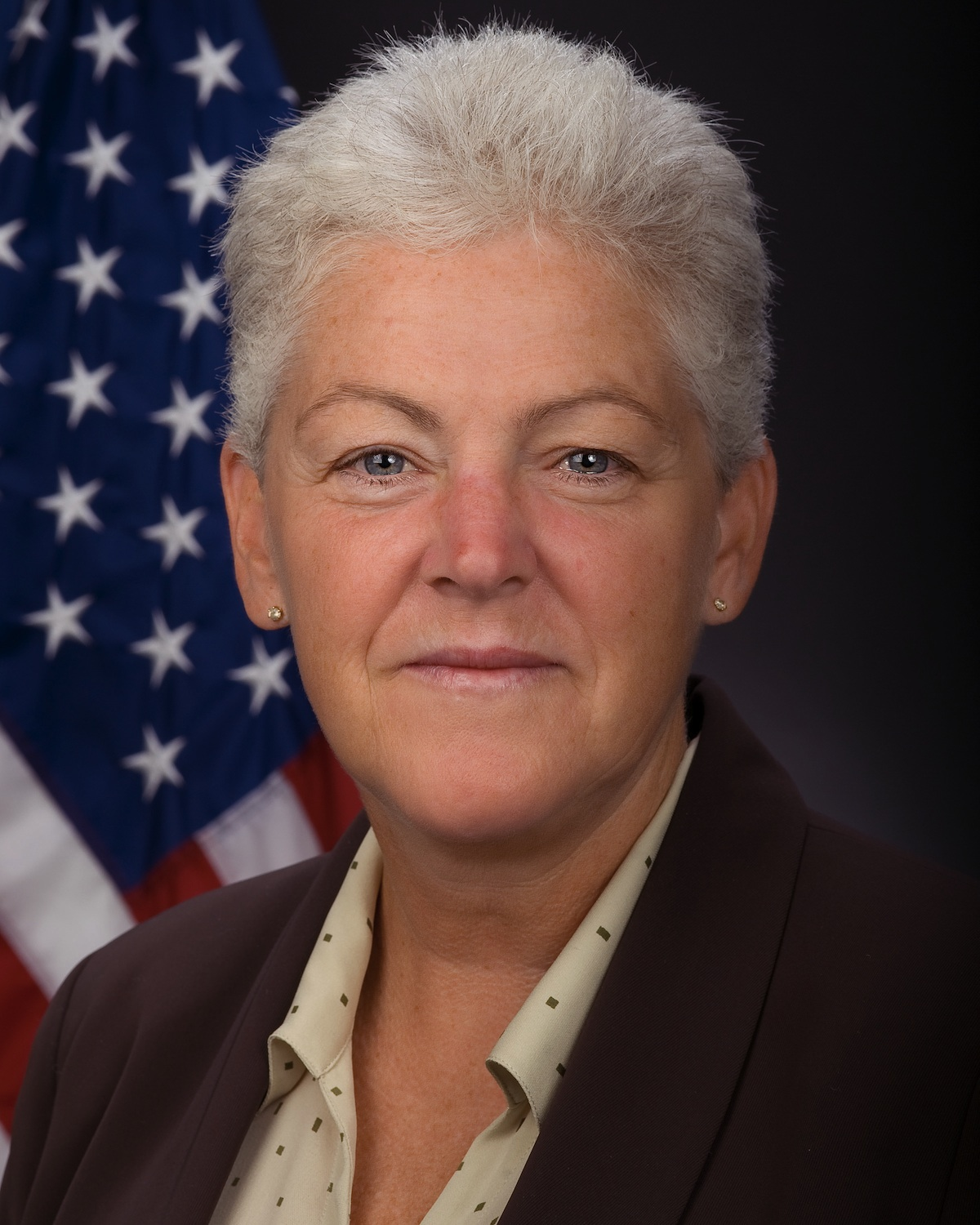
Gina McCarthy war von 2013 bis 2017 als EPA-Administratorin die Nachfolgerin von Lisa Jackson

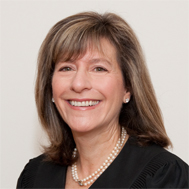
Amy Berman Jackson (* 22. Juli 1954) entschied als District Judge am United States District Court for the district of Columbia zweimal in dem Verfahren Mingo Logan v EPA

Mingo Logan gegen EPA war ein aufsehenerregender Rechtsstreit in den Vereinigten Staaten zwischen dem Bergbauunternehmen Mingo Logan Coal Company Inc. und der U. S. Environmental Protection Agency über den Widerruf einer bereits erteilten Abbaugenehmigung.
Der Ausgang des langjährigen Verfahrens wird von Medien teilweise als Vorentscheid über die Zukunft der durch Umweltschützer abgelehnten Abbaumethode mountaintop removal mining gesehen. Beobachter des Streites zwischen der US-amerikanischen Kohlenindustrie und Umweltschutzorganisationen sehen in der Entscheidung ein Resultat der unter der Obama-Regierung eingeführten, strikteren Auslegung von Umweltschutzgesetzen gegenüber der in der Regierungszeit von George W. Bush üblichen Handhabung.

## Spruce 1
Spruce 1 war ein Bergbauprojekt in den Appalachen im Logan County in West Virginia. Das nach dem Spruce Valley benannte Abbaugebiet sollte an der Grenze zum Boone County in der Nähe der Ortschaft Blair liegen. Die Gegend wird vom Blair Mountain Highway (17) erschlossen, der hier entlang des bereits durch andere Bergbaumaßnahmen kontaminierten Flusses Spruce Forks verläuft. Etwa acht Kilometer westlich von Spruce 1 liegt der Blair Mountain, der 1921 Schauplatz der Schlacht am Blair Mountain war. Logan County gehört zu den Tagebauzentren in West Virginia, das County ist der zweitgrößte Kohleerzeuger im Staat. Spruce 1 sollte von Mingo Logan Coal Co. einer Tochtergesellschaft der Arch Coal, Inc. betrieben werden. Nach Angaben der Bergbaugesellschaft hätte Spruce 1 mit 250 Millionen USD zur regionalen Wirtschaftsleistung beigetragen und 250 Arbeitsplätze im Tagebau geschaffen. Weitere 300 Arbeitsplätze wären indirekt entstanden.
Bei Genehmigung des Abbauantrages wäre Spruce 1 mit einem 2278 Acres (9,2 Quadratkilometer) großen Grubenfeld zum größten Tagebau in den Appalachen geworden. Die Steinkohlevorräte wurden auf 55 Millionen Tonnen geschätzt. Die Jahresförderung hätte den Elektrizitätsbedarf von 64.500 Haushalten sichergestellt. Das Abtragen der bis zu 400 Fuß (122 m) mächtigen Bergspitzen hätte zur Teilauffüllung (sogenannte Valley fills) mehrerer Täler geführt. Es sollten mehrere Auffangbecken für toxische Abwässer (in Seng Camp Branch, Pigeon Roost Branch und dem Oldhouse Branch) angelegt werden. Ein großer Teil des durch das geplante Abbaugebiet führenden Pigeon Roost Hollows (mit der dazugehörenden Straße und Flusslauf) wäre mit Gesteinsmassen verfüllt worden. Der EPA zufolge sollten insgesamt 110 Millionen Kubikyards (84 Millionen Kubikmeter) Abraum anfallen, die rund 6,6 Meilen (10,6 Kilometer) Flussläufe verschüttet hätten.

## Verfahrensverlauf
Im Jahr 2009 wurde eine bereits erteilte Abbaugenehmigung von der Environmental Protection Agency widerrufen – ein im Kohlebergbau der USA bis dahin einmaliger Vorgang. Nachdem der Widerruf durch alle Instanzen verhandelt wurde, ist er seit einem Entscheid des Supreme Courts der Vereinigten Staaten im Jahr 2014 rechtskräftig.

### Antrag
Im Jahr 1997 hatte Hobet Mining. Inc. aus Madison, eine Tochtergesellschaft von Arch Coal, eine Abbaugenehmigung für 3113 Acres beantragt. Umweltschützer bekämpften das Projekt seit dessen Bekanntwerden. Bei den folgenden Verhandlungen mit der zuständigen Genehmigungsbehörde, dem United States Army Corps of Engineers (USACE), die den Antrag seit dem Jahr 2005 prüfte, wurde das Abbaugebiet auf 2278 Acre reduziert.

### Genehmigungsverfahren und -erteilung
Nach langwierigen Verhandlungen erteilte das USACE im Jahr 2007 die Genehmigung Nr, S. 5013–97. Die EPA war an diesen Verhandlungen beteiligt und hatte trotz noch 2006 geäußerter Bedenken abschließend der Genehmigung zugestimmt. Die Genehmigung bezog sich auch auf den Clean Water Act, ein Bundesgesetz von 1972; dieser als Section 404 permit bezeichnete Teil der Genehmigung sah die Verfüllung dreier wasserlaufführender Täler mit Abraum vor.

### Widerruf der Genehmigung durch die EPA
Nach Erteilung der Genehmigung begannen erste Vorbereitungsarbeiten im zukünftigen Abbaugebiet. In Folge des Präsidentenwechsels in den Vereinigten Staaten im Jahr 2009 und einer damit verbundenen Neubesetzung der EPA-Leitung begann die Behörde im Oktober 2009 an einem Widerspruchsverfahren zu arbeiten und ordnete im März 2010 zunächst die Einstellung der Arbeiten an der Spruce 1 an. Bereits im September 2009 hatte die EPA dem USACE mitgeteilt, dass sie einen Widerruf bzw. eine Änderung der Genehmigung erwäge.
Im Mai 2010 wurde von der EPA eine öffentliche Anhörung zum Projekt durchgeführt. Wie viele weitere wies auch der demokratische Vertreter West Virginias im Repräsentantenhaus der Vereinigten Staaten, Nick Rahall, auf drohende Arbeitsplatzverluste in der Region hin. Im Oktober 2010 empfahl Shawn M. Garvin, der zuständige regionale Leiter der EPA, den Widerruf der Genehmigung. Seine Begründung bezog sich auf „unakzeptable negative Auswirkungen auf die Tierwelt und auf Fischereibestände“. Verschiedene Fischarten, Wirbellose, Schwanzlurche, Vögel und andere Tierarten würden geschädigt.
Am 13. Januar 2011 widerrief die EPA die Genehmigung im vorliegenden Umfang auf Basis des Clean Water Acts, der der Behörde eine Einspruchsmöglichkeit gegen Entscheidungen des USACE ermögliche, sofern Bergbauaktivitäten Oberflächen- oder Grundgewässer verschmutzen würden.
Die EPA kritisierte die erwartete Wasserverschmutzung durch Talverfüllung als zu hoch. Deshalb wurde die Genehmigung auf eines von drei Tälern beschränkt. Ein Argument war der erwartete Seleneintrag in die betroffenen Wasserläufe, der Süßwasser versalzen („…turn fresh water into salty water“) würde. Der für den Wasserschutz verantwortliche stellvertretende EPA-Administrator Peter S. Silva führte dazu weiter aus:

“The proposed Spruce No. 1 Mine would use destructive and unsustainable mining practices that jeopardize the health of Appalachian communities and clean water on which they depend. Coal and coal mining are part of our nation’s energy future and EPA has worked with companies to design mining operations that adequately protect our nation’s waters. We have a responsibility under the law to protect water quality and safeguard the people who rely on clean water.”

„Das [zur Genehmigung] vorgeschlagene Bergwerk Spruce 1 würde zerstörerische und nicht nachhaltige Abbautechniken einsetzen, die die Gesundheit der Bevölkerung in den Appalachen sowie die Sauberkeit des Wassers, von dem diese abhängt, gefährden. Kohle und deren Abbau sind Teil der zukünftigen Energieversorgung unserer Nation und die EPA hat [bereits] mit Unternehmen zusammengearbeitet, um Bergbauaktivitäten so zu gestalten, dass sie das Wasser unseres Landes [genauer: unserer Nation] schützen. Gesetze verpflichten uns, die Wasserqualität zu schützen und die [Interessen der] Bevölkerung, die davon abhängt, zu vertreten.“

Bis dahin hatte die EPA – seit 1972 – nur zwölfmal eine Genehmigung widerrufen, im Falle von Bergbauanträgen geschah das erstmals. Die Resonanz auf den Genehmigungswiderruf war erheblich; Umweltorganisation bejubelten den Schritt der EPA. Der Sierra Club bezeichnete die Entscheidung der EPA als historische Maßnahme in der Behandlung dieser „Mutter aller Mountaintop-removal-Kohlebergwerke“ („this mother of all mountaintop removal coal mines“). John Devine vom Natural Resources Defense Council stellte anerkennend fest:

“In the face of the political and industrial forces pressuring EPA to ignore the damage this mine would cause, it took guts for the agency to follow the science and the law.”

„Angesichts des Drucks von Politik und Industrie auf die EPA, die von diesem Tagebau ausgehenden Zerstörungen zu ignorieren, bedurfte es des Standvermögens der Agentur, Wissenschaft[lichen Erkenntnissen] und Gesetz zu folgen.“

### Zulassung zum Verfahren
Bereits am Folgetag, dem 14. Januar 2011, reichten die Vertreter von Arch Coal beim Bundesbezirksgericht des Distrikts Columbia Antrag auf erstinstanzliche Klageerhebung gegen den Widerruf der EPA ein. Ebenso forderten sie einen Aussetzungsentscheid für EPA-Maßnahmen in der Umsetzung des Widerrufs. Am selben Tag bestätigte der Bundesrichter Reggie Walton das Klagerecht, eine Aussetzung von EPA-Maßnahmen erfolgte jedoch nicht. In der Begründung zur Klagezulassung führte Walton aus, dass die EPA möglicherweise ihre Befugnisse bei Widerruf der Genehmigung überschritten habe.

### Verfahren 1. Instanz
Am 23. März 2012 erklärte die Bundesrichterin Amy Berman Jackson den Widerruf durch EPA für ungültig; die EPA habe nicht das Recht, auf Basis des Clean Water Acts eine Genehmigung zu widerrufen. Mit dem Widerruf habe die Behörde ihre Befugnisse überschritten. Die EPA haben sich ihr nicht zustehende Rechte angemaßt („…an illegal power grab“). Jackson erklärte die durch das USACE erteilte Genehmigung auch bezüglich der Wasserverschmutzung für rechtskräftig („…valid and in full force“). In ihrer Begründung warf Jackson der EPA vor, basierend auf magischem Denken („…relying on magical thinking“) Kernelemente der Genehmigung zu widerrufen, denen sie vier Jahre vorher zugestimmt hätte.
Der Gouverneur von West Virginia, Earl Ray Tomblin, erklärte nach dem Gerichtsentscheid am 23. März 2012:

“This is a huge victory for West Virginia and our coal miners. I want to thank Judge Jackson for recognizing that the EPA and the federal government were completely wrong in revoking this permit. I now call upon Lisa Jackson and the EPA to admit that they have gone too far – enough is enough. Issue our permits so that we can put our people back to work and provide the resources that will power America.”

„Ein großer Sieg für West Virginia und unsere Bergleute. Ich möchte mich bei Richterin Jackson für die Feststellung danken, dass die EPA wie auch die bundesstaatliche Regierung einen großen Fehler bei der Rücknahme der Genehmigung gemacht haben. Ich fordere nunmehr Lisa Jackson und die EPA auf, zuzugeben, dass sie zu weit gegangen sind – genug ist genug. Stellt unsere Genehmigungen aus, damit wir unsere Leute zurück zur Arbeit schicken und die Ressourcen zur Verfügung stellen können, die Amerika antreiben.“

### Verfahren 2. Instanz
Nach dem Urteilsspruch teilte die EPA mit, dass sie eine Überprüfung der Entscheidung erwäge. Im Mai 2012 informierte die Behörde, dass ein Berufungsantrag beim zuständigen Bundesberufungsgericht eingereicht worden sei.
Die Anhörungen fanden im März 2013 statt. Beide Parteien stimmten einem beschleunigten Verfahren zu. Interessensvertreter verschiedener Industriebranchen äußerten gegenüber dem Berufungsgericht die Befürchtung, dass die Erlaubnis zur Widerspruchsmöglichkeit einer Behörde nach vorheriger Genehmigungserteilung eine abschreckende Wirkung („a chilling effect“) auf die Wirtschaft haben würde.
Am 23. April 2013 entschied das United States Court of Appeals for the District of Columbia Circuit, dass der von der EPA ausgesprochene Widerruf prinzipiell rechtmäßig gewesen sei. Das Gericht widerrief damit die erstinstanzliche Entscheidung und verwies den Fall zur erneuten Überprüfung zurück an das Bundesbezirksgericht. Die drei Richter des Berufungsgerichtes (Henderson, Griffith und Kavanaugh) entschieden einstimmig, dass der EPA eine Regulierungsmöglichkeit auch nach Genehmigungserteilung zustehe.
Die Berufungsrichterin Karen Henderson führte aus, dass der Clean Water Act ganz prinzipiell der EPA das Recht zu Folgemaßnahmen einräume („…does indeed clearly and unambiguously give EPA the power to act“). Das Gericht beschäftigte sich nicht mit der Frage, ob der Widerruf unverhältnismäßig („arbitrary and capricious“) gewesen sei. Diese Thematik habe das Bundesbezirksgericht zu bewerten.

### Entscheidung zum Berufungsverfahren
Am 13. November 2013 reichte Mingo Lohan beim Obersten Gerichtshof der Vereinigten Staaten einen Antrag auf Bestätigung der Appellationszulassung (Certiorari) ein (Mingo Logan v. EPA, U.S. Supreme Court, 13-599). Im Dezember 2013 folgten Amicus-Curiae-Schriftsätze von mehreren Dutzend Organisationen zugunsten der Klägerin. Am 14. Februar 2014 übermittelte die EPA ihre Stellungnahme, die Mingo Lohan am 4. März 2014 erwiderte.
Der U.S. Supreme Court entschied im 24. März 2014, den Berufungsantrag abzuweisen.

### Revidierte Entscheidung des Bundesbezirksgerichts
Am 30. September 2014 revidierte Bundesrichterin Jackson ihre Entscheidung vom 23. März 2012 und erklärte den EPA-Genehmigungswiderruf für rechtmäßig. Die Entscheidung zugunsten der EPA begründete sie mit der Angemessenheit des Widerrufs, der von wissenschaftlichen Gutachten getragen werde und in die Entscheidungshoheit der EPA bezüglich des Wasserschutzes falle. Die Argumentation von Mingo Logan sei nicht geeignet, eine gegenteilige Schlussfolgerung zu ziehen („Mingo Logan’s arguments do not warrant a contrary conclusion“).

## Vorlage eines Gesetzesentwurfes zur Beschränkung der Rechte der EPA
Die republikanischen Vertreter West Virginias im Repräsentantenhaus der Vereinigten Staaten, David McKinley, Evan Jenkins und Alex Mooney, brachten am 5. März 2015 im Abgeordnetenhaus einen Gesetzesentwurf ein, der die Möglichkeit der EPA, bereits erteilte Genehmigungen zu widerrufen, unterbinden soll. McKinley verwies bei der Vorstellung des Entwurfes auf die Hoffnung, zukünftig eine Situation wie im Falle des Spruce-1-Projektes zu verhindern. Jenkins, in dessen Wahlbezirk Spruce 1 liegen sollte, führte dazu aus:

“Make no mistake – the Obama administration and his EPA have declared a war on West Virginia coal and West Virginia coal jobs, and Logan County’s Spruce No. 1 mine is just one target.”

„Damit das keiner falsch versteht – die Obama-Regierung und ihre EPA haben der Kohlenindustrie und den Arbeitsplätzen in der West-Virginia-Kohleindustrie den Krieg erklärt, und Spruce 1 ist nur ein[es von vielen] Ziel[en].“

## Bedeutung
Dem Vorgang um den Genehmigungswiderruf wurde von Beteiligten wie Dritten eine weitreichende Bedeutung zugesprochen. Industrievertreter sahen Prinzipien des Rechtsstaates bedroht, nach denen die Rechtssicherheit bei Genehmigungsverfahren zu Großinvestitionen eine wesentliche Rolle spiele. Darüber hinaus bedeute der Widerruf, dass die Regierung unter Präsident Obama die Kohleindustrie trotz gegenteiliger Aussagen nicht unterstütze. Senator Jay Rockefeller sah in der Entscheidung einen Beleg für die Unehrlichkeit der Regierung („… a proof that the Obama administration is beeing less than honest about its support for coal“). Konservative Politiker beschuldigten Obama, einen Krieg gegen die heimische Kohleproduktion zu führen („Conservatives have accused Obama of waging a „war on coal“ … “).
Umweltschutzvertreter deuteten den erstmaligen Widerruf einer bereits erteilten Bergbaugenehmigung als ein Umsetzen der Wahlversprechen Obamas. Robert F. Kennedy Jr. verwies auf die Gebete der einheimischen Bevölkerung auf Erfüllung der Zusagen. Die neue, von Obama eingesetzte EPA-Führung sei energisch darum bemüht, Umweltschutzauflagen nicht nach Bedarf der Industrielobby zu definieren. („…is to once again base environmental regulations on science and the law, not on the demands of well-connected industries“). Sie sei – anders als unter der Vorgängerregierung – wieder bereit, sich in strittige Projekte einzumischen („… but under Obama the agency has been much more willing to intervene on projects“). Medien sahen die Entscheidung als einen Sieg der Obama-Regierung gegenüber vormals geübter Klientelpolitik.
Teilweise wurde die Entscheidung gegen das Spruce-1-Abbaugebiet als Vorbote eines Verbotes des umstrittenen Mountaintop removal-Verfahrens gedeutet („If the administration sticks to its guns, mountaintop removal is going to be severely curtailed“, „Obama administration cracks down on mountaintop mining“), das unter den industriefreundlichen Genehmigungen der Bush-Regierung in den Appalachen einen Boom erlebt hatte.